# Eremiaphila moreli
Eremiaphila moreli es una especie de mantis de la familia Eremiaphilidae.

## Distribución geográfica
Se encuentra en Mauritania en el Sáhara.